# 賈斯珀鎮區 (密蘇里州托尼縣)
賈斯珀鎮區（英語：Jasper Township）是位於美國密蘇里州托尼縣的一個行政鎮區。

## 地方資料
賈斯珀鎮區的面積為126.48平方千米，當中陸地面積為125.95平方千米，而水域面積為0.53平方千米。根據2020年美國人口普查的數據，當地共有人口5362人，而人口密度為每平方千米42.39人。